# کوسه سرباله‌ای
کوسه سرباله‌ای (نام علمی: Eusphyra blochii) نام یک گونه از خانواده کوسه سرچکشی است. برخی زیست‌شناسان برای کوسه سرباله‌ای سرده ویژه‌ای به نام خوش‌چَکُش (Eusphyra) در نظر می‌گیرند.
این کوسه کوچک قهوه‌ای تا خاکستری به طول ۱٫۹ متر می‌رسد و دارای بدنی بلند و باریک و دارای یک باله پشتی بلند و داسی‌شکل است. باله سری آن می‌تواند به اندازه نیمی از طول کل کوسه باشد. عملکرد این باله سری مشخص نیست، اما ممکن است مربوط به حواس پنج‌گانه کوسه باشد.
این کوسه در مناطق کم‌عمق غرب و مرکز اقیانوس هند و اقیانوس آرام زیست دارد و از ماهی‌های کوچک استخوانی، سخت‌پوستان و سرپایان تغذیه می‌کنند.
کوسه سرباله‌ای در زیستگاه خود مانند خلیج تایلند و مناطق دریایی پیرامون هند و اندونزی به شدت صید می‌شود. این گونه کوسه به دلیل شکل ویژه خود به راحتی در تورهای ماهیگیری گیر می‌افتد. افزون بر این، به دلیل آسیب رساندن به مناطق جنگل حرا در امتداد سواحل رویشگاه کوسه‌های جوان سرباله‌ای از بین می‌رود به همین دلایل، این گونه کوسه در فهرست قرمز IUCN قرار دارد. 